# Levada

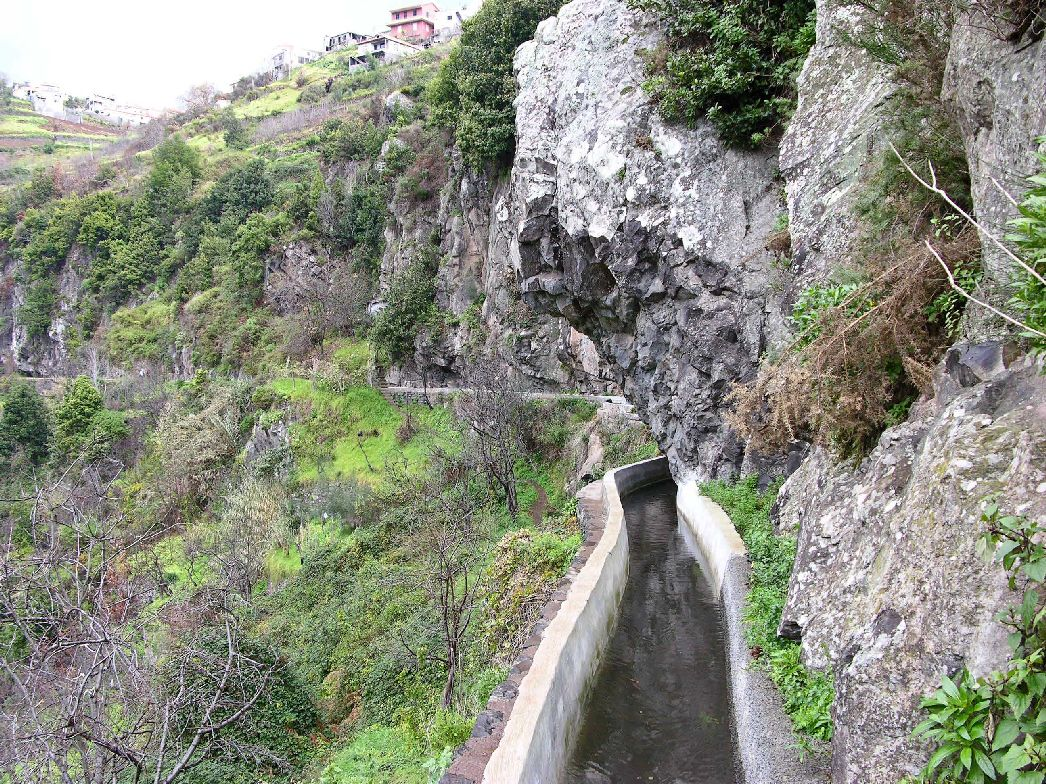
Egy tipikus levada

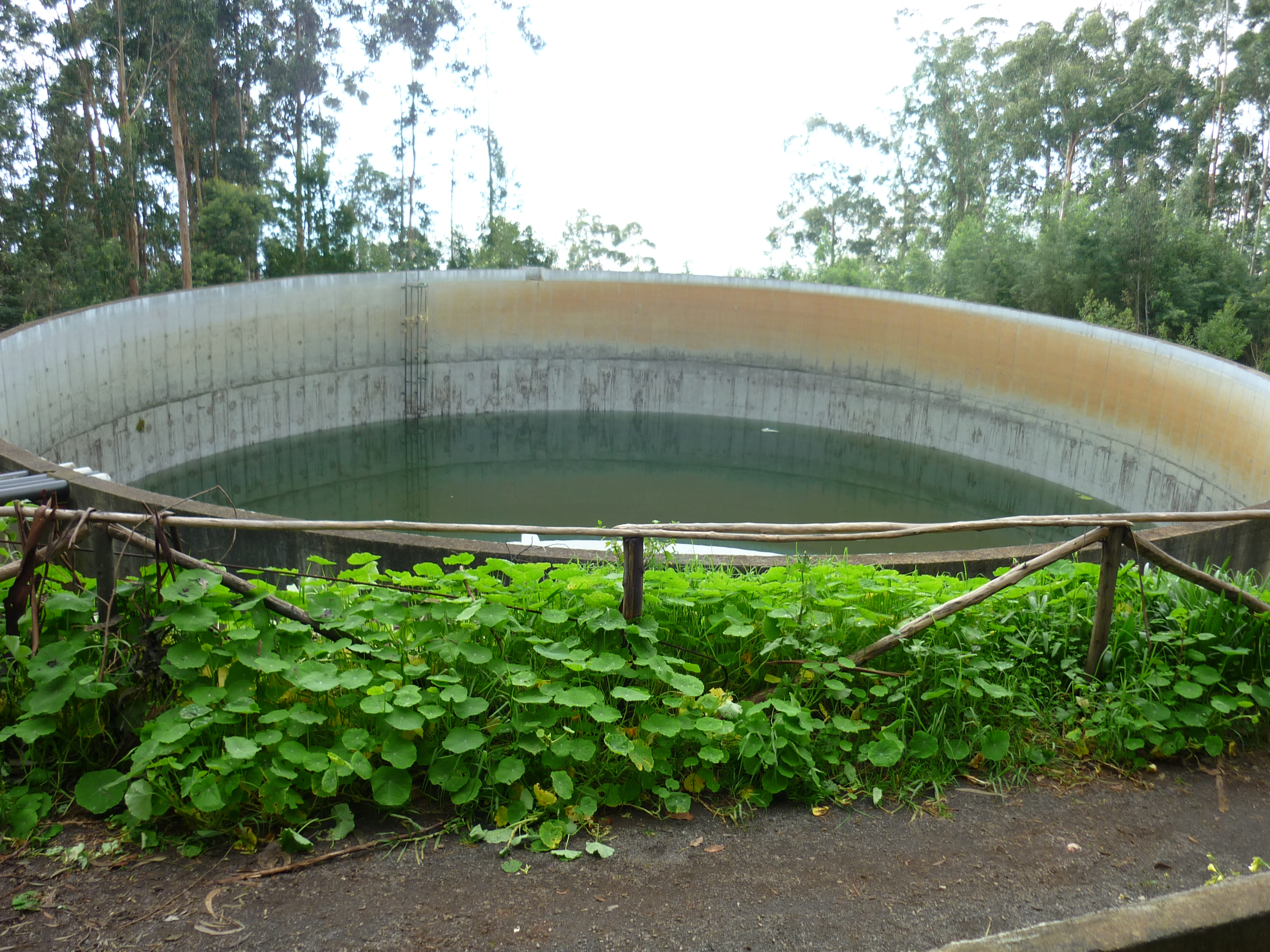
Víztározó a Levada dos Tornos alatt

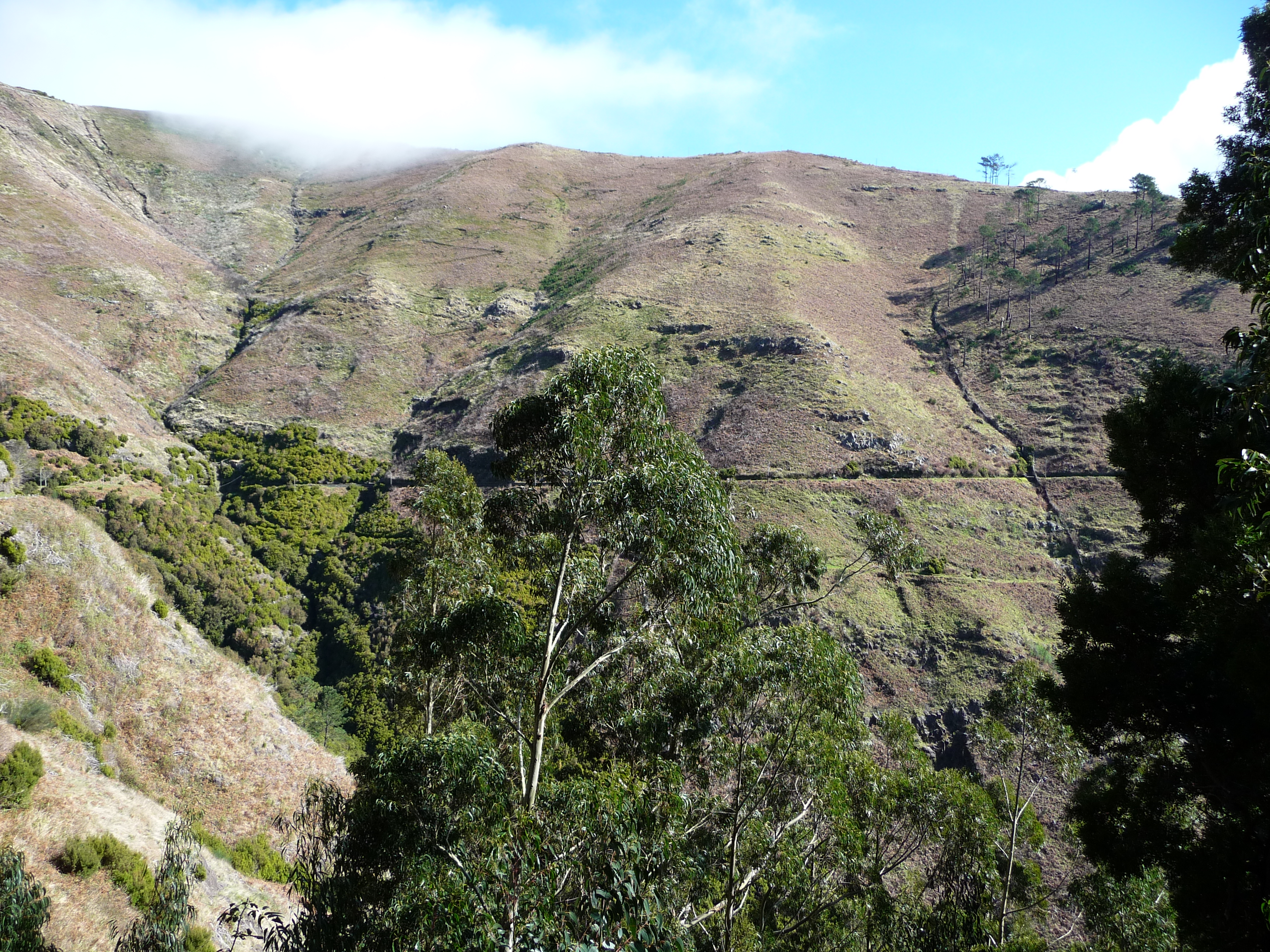
A Calheta vízierőművét ellátó Levada Nova

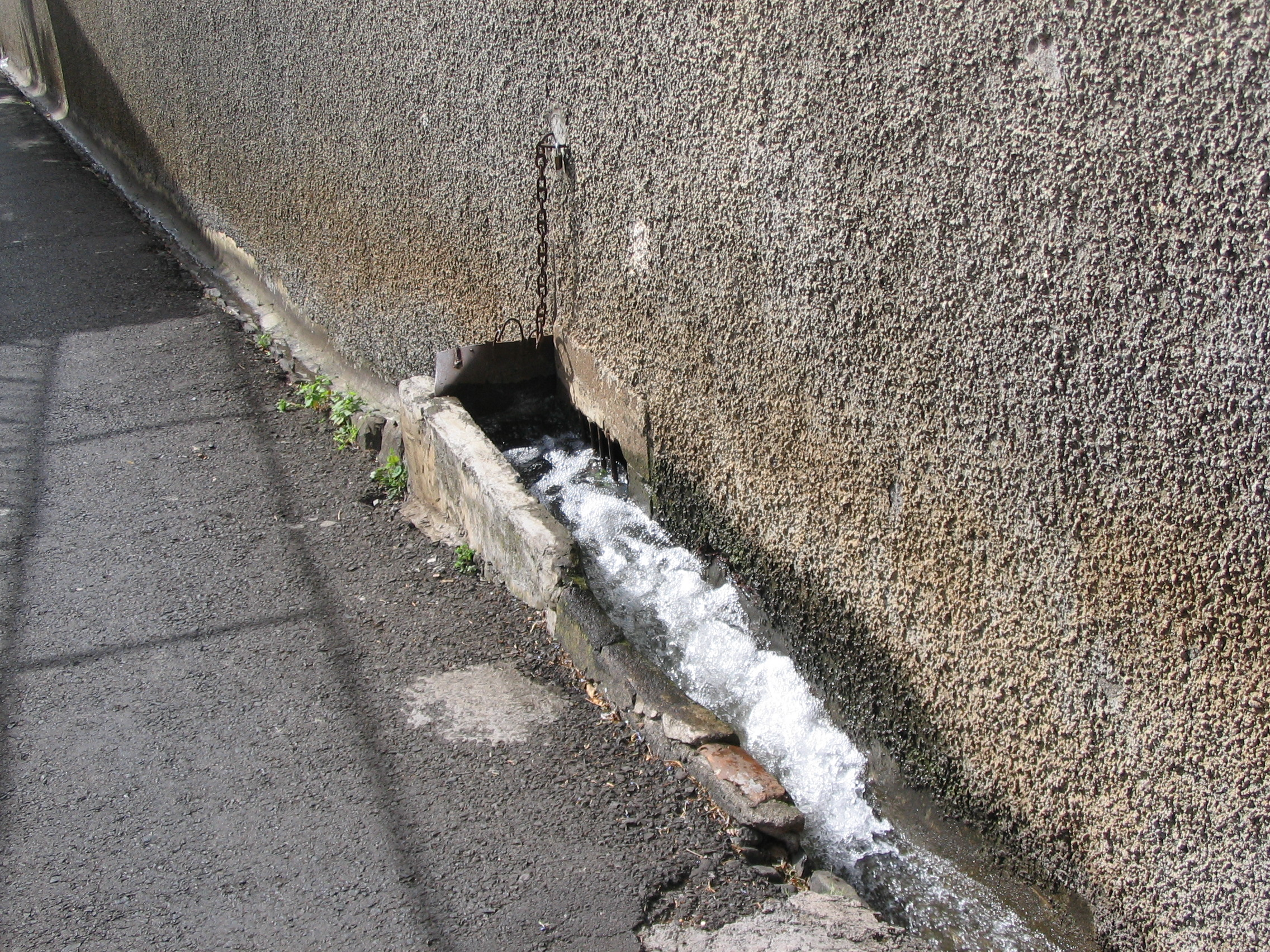
A vizet a kerti ciszternába terelő vaslap Funchalban

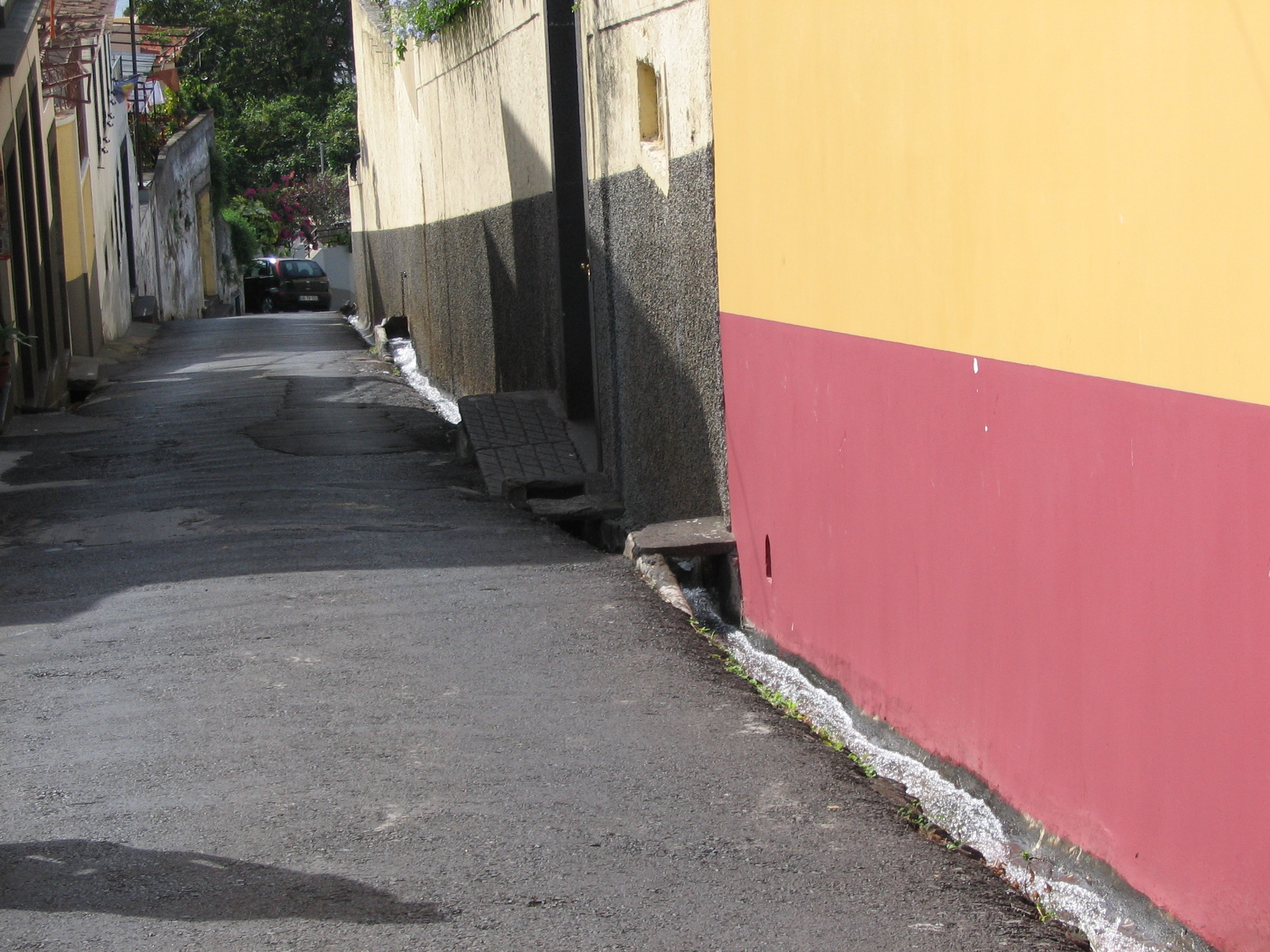
Utcaszéli csatornában folyó víz Funchalban

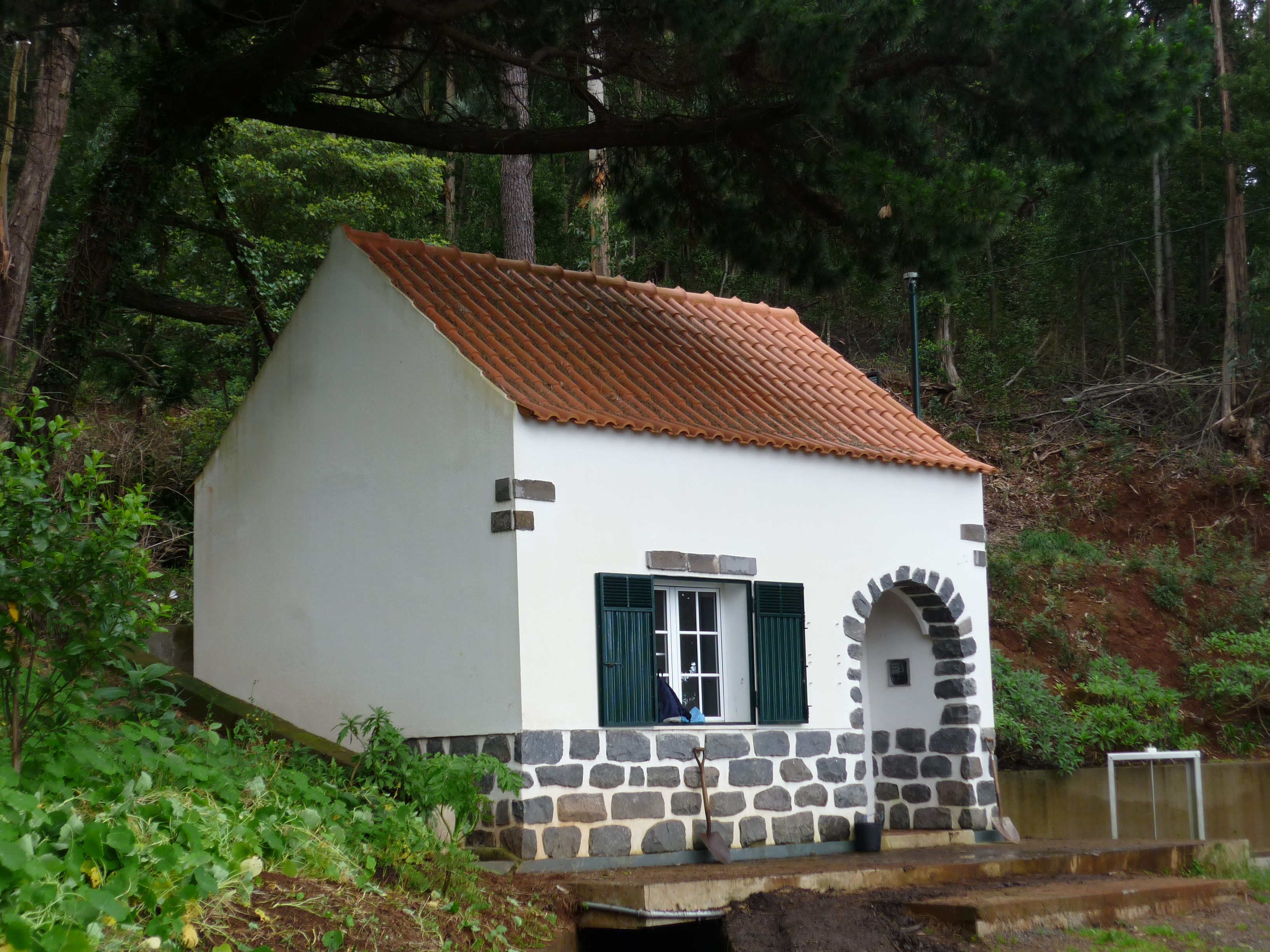
Levedeiro szolgálati lakása a Levada dos Tornos mellett

A levadák (a portugál levar, azaz ’vinni’ igéből) Madeira szigetének jellegzetes, a növénykultúrák vízigényét biztosítani hivatott csatornái, egyúttal különleges turistaútjai. Hasonló öntözőműveket a Mediterráneumban ugyan már a római időktől alkalmaztak, ilyen összetett és hatékony rendszerré azonban sehol sem fejlesztették azokat. A levadákat újabban nem csak öntözésre használják: ilyen csatornákban vezetik a vizet azokhoz a kis vízi erőművekhez is, amelyek még napjainkban is a sziget áramtermelésének mintegy ötödét állítják elő.

## A levadák története
A portugál telepesek a 15. századtól vízigényes növénykultúrákat (előbb a cukornádat, majd a banánt) telepítettek a szigetre, ezért öntözniük kellett az erdők kiirtásával nyert földterületet. A gazdálkodás első időszakában a sziget fő haszonnövénye a Szicíliából idetelepített cukornád volt, ezért nem sokkal a sziget betelepítése után (valószínűleg mór rabszolgákkal) elkezdték kiásatni az első csatornákat, hogy az ültetvényekre vezessék a hegyi patakok vizét. A sziget déli oldalán nem sokkal az eredeti erdőtakaró felégetése után még sok forrás fakadt, ezért az első csatornák egyenként alig pár száz méteresek lehettek, így az egyes ültetvényeket külön-külön, magánerőből épített csatornák látták el vízzel. Ezek az első levadák még többnyire közönséges, deszkákból ácsolt, 1 méternél keskenyebb, 50–60 cm mély favályúk voltak.
A 16. század közepére a források többsége elapadt, a teraszos földeken pedig a jóval kevesebb vizet igénylő szőlő váltotta fel a cukornádat, ezért a korai levadák többsége teljesen tönkrement. A használatban maradtakat apránként továbbépítették; a deszkát tartósabb anyagokkal, többnyire kővel váltották fel, és a keresztmetszetüket is növelték. Eközben továbbra is törekedtek a szűk csatorna alak megőrzésére, hogy ezzel is csökkentsék a szállított víz párolgási veszteségét.
A 19. században, a cukornádtermesztés második nagy hullámában felújították a régi árkokat, és rengeteg új csatornát hoztak létre – ezek közül nem egy a hegylánc északi oldaláról, alagútban hozza át a vizet a déli oldalra, mivel a sziget északnyugati része jóval csapadékosabb a délkeletinél. A gyakorlatilag függőleges sziklafalakba is kézi erővel vájták a csatornákat úgy, hogy a munkásokat fonott vesszőkosarakban lógatták le a fal tetejéről, fákhoz vagy sziklatömbökhöz rögzített köteleken.
Az egyes levadák eredetileg különböző nagybirtokosok tulajdonában voltak, de csakhamar megjelentek a kisebb gazdák (heréus) szövetkezetei is. Az ilyen szövetkezetek tagjai összeadták a levada üzemeltetéséhez szükséges pénzt, és megosztoztak a vízen. Ügyeiket egy-egy, erre a célra választott bizottság intézte.
Közpénzből a 19. század első felében építettek először levadát; a legelsők egyike Velha do Rabaçal öntözőcsatorna volt. A műszaki és pénzügyi gondok miatt ezzel a kísérlettel csaknem egy évszázadra (1860 és 1947 között) szinte teljesen felhagytak, és az állami beavatkozást jóformán a vízhasználat jogának szabályozására korlátozták; eddigre a magán-, illetve szövetkezeti levadák teljes hossza elérte az 1000 km-t.
1947-ben a sziget kormányzatának vízkészlet-gazdálkodási bizottsága egy ambiciózus tervet terjesztett elő a művelt földterület növelésére és vízi erőművek építésére. A javaslatot elfogadták, és megkezdődött a közpénzből épített, beton levadák kora. A következő húsz évben mintegy 400 km-nyi levadát építettek így, és ezzel biztosították szinte minden, művelhető föld vízellátását: 110 km²-ről 320 km²-re növelték az öntözhető területet.
Mára már egy levada sincs magánkézben, és a szövetkezetek közül is alig egy pár maradt fönn.

## A víz használata
Ezek a csatornák az északi oldal középső része kivételével több szintben futva behálózzák az egész szigetet. Az összesen mintegy 1400 kilométernyi csatornából nagyjából 85 kilométernyi megy alagútban – az alagutak között öt kilométernél hosszabb és alig tíz méteres egyaránt akad. A hosszabb (a vízválasztó hegylánc alatt átvezető) alagutak együttes hossza 20 km. A csatornák nagy többsége a hegyek lábai, illetve a völgyek oldalában fut: 1000 m tengerszint feletti magasság fölött csak alig 100 km-nyit építettek.
Az egykori magánlevadák nagy többségét államosították, ami sok feszültség és nem egy tragikus incidens forrása volt a szigeten. Azóta bárki vásárolhat magának öntözővizet – pontosabban üzemidőt, amíg neki nyitják meg a levadákban érkező vizet tároló ciszternát. Még a városi utcák két oldalán is vízvezető árkok futnak, és saját üzemidejében ki-ki az erre szolgáló vaslappal zárja el a víz útját, hogy azt a kertfalban kiképzett lyukon saját, házi ciszternájába terelje. A vizet a levadeirónak nevezett felügyelők osztják el, és a csatornák tisztán tartása is az ő feladatuk. A hálózatot ma is folyamatosan bővítik.

## Turizmus
Minden levadának külön neve van, és mindegyik mellett fut egy üzemi ösvény. Ezek az ösvények káprázatos séta- és túralehetőségeket kínálnak.

## Ismertebb levadák

### Levada do Caldeirão Verde
A mintegy 9 km hosszú csatorna a sziget északkeleti részén, Caldeirão Verde amfiteátrumától Queimadasig (6,5 km), majd onnan Santana Fonta do Pedra városrészéig (2,5 km) húzódik. A 18. században építették a Faial körüli földek vízellátását biztosítandó. Caldeirão Verde és Queimadas között négy gerinc alatt kisebb alagutakban kel át. Queimadastól Caldeirão Verdéig mellette vezet a sziget egyik legjobban kiépített és legkönnyebben járható turistaútja, ami utána Caldeirão Infernóig folytatódik (a Caldeirão Verde és Caldeirão Inferno közötti szakaszt 2009 elején javítás, felújítás miatt lezárták).

### Levada do Caniçal
Népszerű, mintegy 12 km-es, könnyű túra Maroçostól a Caniçal alagútig. Ezt a csatornát a mellette növő szép akácfákról időnként „Mimóza levadának” is nevezik (a helyiek mimózának hívják az akácot).

### Levada Grande

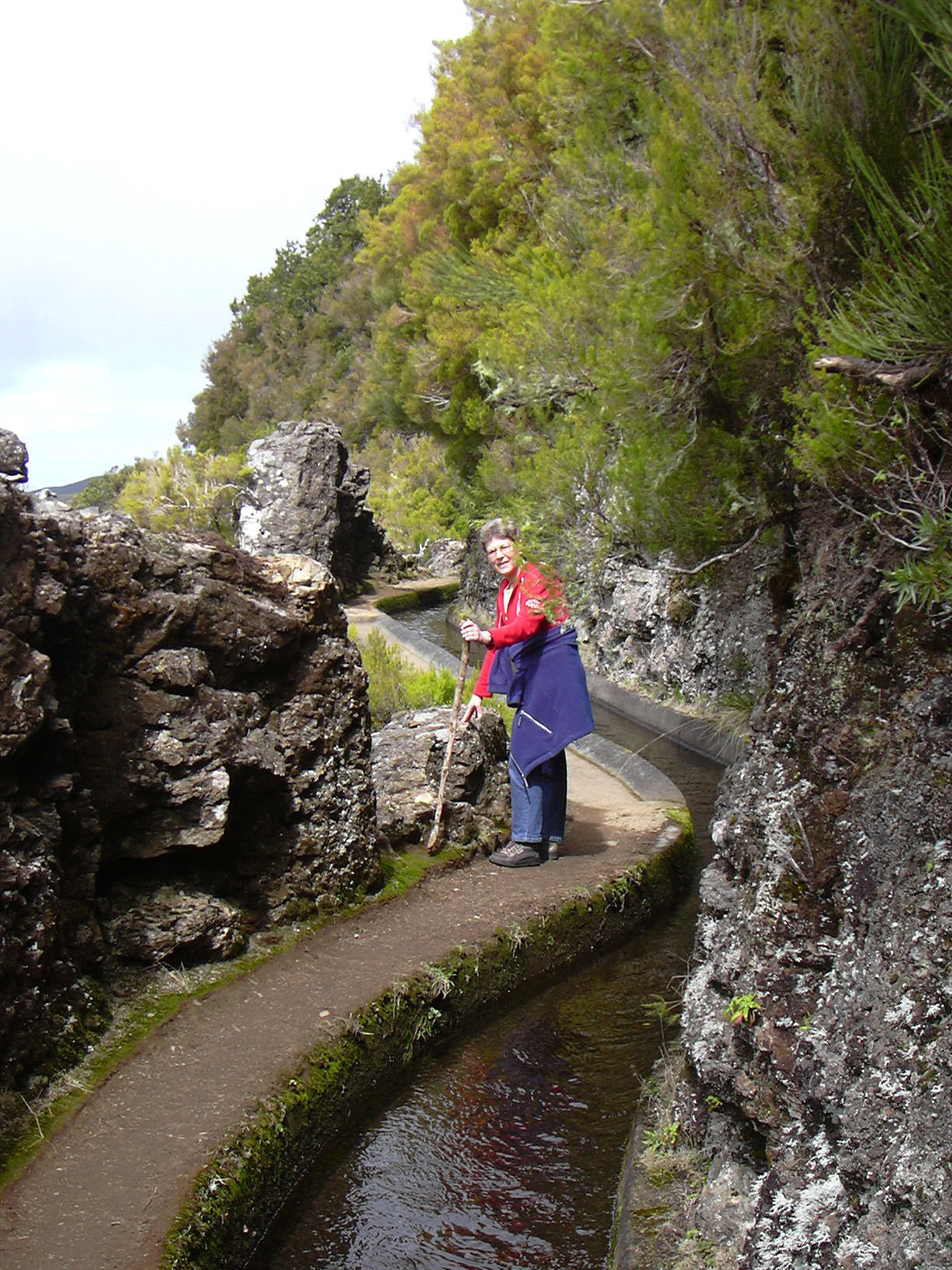
Levada Grande

Paúl da Serra fennsíkjának peremétől a Boca Encumeada hágóhoz, majd tovább a Serra de Água fölötti vízierőműhöz.

### Levada das Vinte e Cinco Fontes

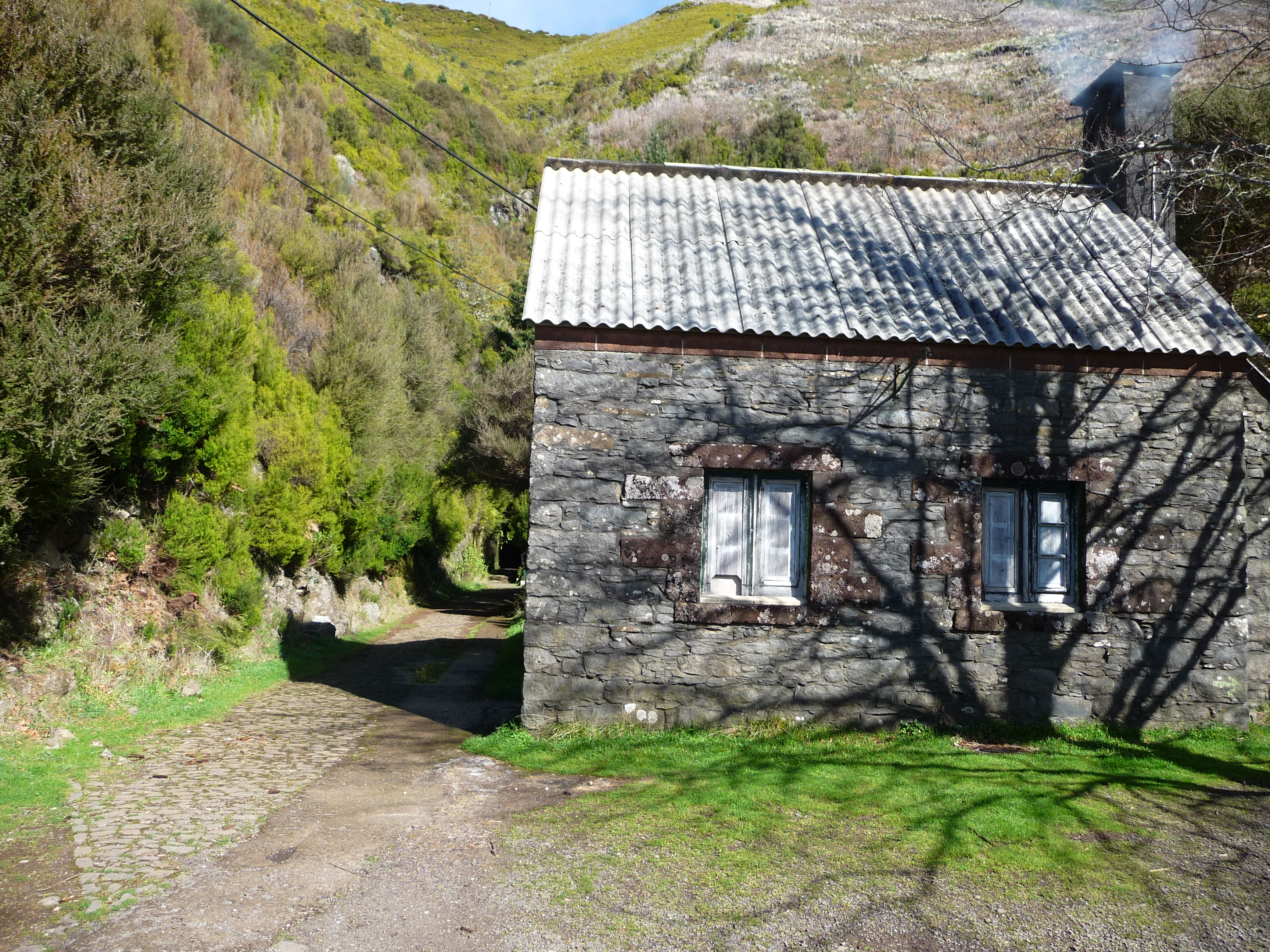
Levadeiro szolgálati lakása a Ribeira Calheta völgyében

A Levada das 25 Fontes a Paúl da Serra fennsíkon Ribeira da Janela falu felé vezető műt mellől indul, és a Ribeira da Janela patak völgyfőjén átvágva számos kisebb vízfolyás, egyebek közt a 25 Fontes vizét összegyűjtve, Rabaçal majorság alatt éri el a fennsík déli peremét, ami alatt alagútban kel át. Az alagútban a víz nem csatornában, hanem csőben folyik a Calheta falu fölött, a Ribeira Calheta völgyében épített vízierőmű felé. Még az alagút előtt két további csatorna vize ömlik bele:
- a Levada do Risco a Risco vízesés vizével és
- egy kisebb csatorna, ami a Boca Encumeada – Porto Moniz közötti E 110 útról Rabaçalhoz vivő bekötőút mentén gyűjti össze a kisebb vizeket.

### Levada da Central da Ribeira da Janela

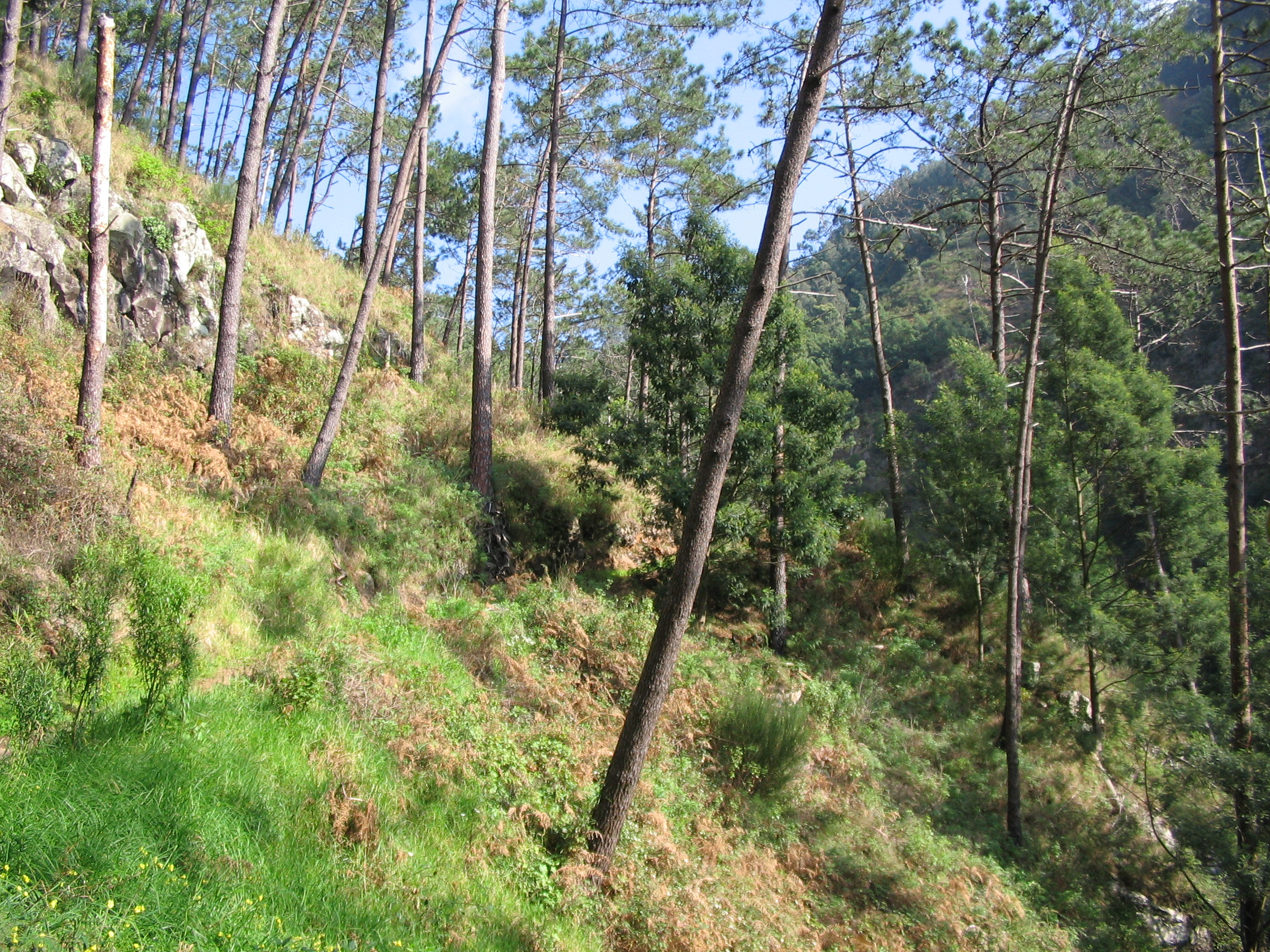
A Levada dos Tornost alagútban vezetik át a Ribeira das Cales vízesése alatt

Ribeira da Janela falu falu és Porto Moniz között építették fel 1962–65 között a sziget egyik vízierőművét, a Ribeira da Janela erőművet. 14 ezer köbméter víz befogadására képes tározója Porto Moniz Junqeira negyede mellett, mintegy 400 m magasan van; vizét az erőművel egy időben épült levadából (és annak bal oldali mellékágából, a Levada das Lajes Negras do Galhanóból) kapja. A Ribeira da Janela patak völgyében, elképesztően nehéz terepen épített, 16 km hosszú főágat számos kisebb hídon és 12 alagútban vezették át. Alsó szakaszán halad a sziget egyik leglátványosabb (és leghosszabb) turistaútja, amelynek felső szakasza a Fonte do Bispo mellől (1250 m magasról) meredek hegyi ösvényen ereszkedik le a levadeiro házáig (nagyjából 500 m-re). A völgy a sziget eredeti növényzete, a makaronéziai babérlombú erdő legnagyobb, összefüggő foltja, ahol a Fonte do Bispo csarabos fenyérétől a Fonte do Galhano mellett elhaladva az erdő fölső és középső biozónája egyaránt megtekinthető.
A házikótól a csatorna mellett fölfelé indulva eljuthatunk a patak völgyébe. Lefelé indulva 8 alagúton kell végighaladnunk Porto Monizig (200 m, 1200 m, 30 m, 80 m, 50 m, 200 m, 50 m, 200 m). A hatodik és a hetedik alagút között, a csatorna alsó végétől 5 kilométerre áll a levadeiro egy másik, ritkán használt kunyhója. A hetedik és nyolcadik alagút közötti szakaszon egyszer egy földcsuszamlás lerombolta a csatornát, de újjáépítették, és most teljesen biztonságos.

### Levada dos Tornos
Öntözővizet hoz a sziget északi oldaláról a délire. Madeira leghosszabb alagútja Boaventura falu fölött kezdődik, és Monte fölött, a Ribeira das Cales völgyének oldalában ér véget; a tulajdonképpeni Levada dos Tornos az alagút kijáratánál kezdődik. A csatorna áthalad a Funchalhoz tartozó Curral dos Romeiros falucskán, majd a botanikus kert fölött tart nagyjából délkeletnek, mígnem a Hortenzia teaháznál kettéágazik:
- az alsó ág São Gonçalo falu fölött ér véget,
- a Levada da Serra do Faialnak nevezett fölső ág Camachába viszi a vizet.

A csatorna mellett jól kiépített, kellemes, kezdők számára is könnyen járható sétaút vezet végig, az első kilométeren néhány rövidebb, közepesen tériszonyos szakasszal.

## Galéria

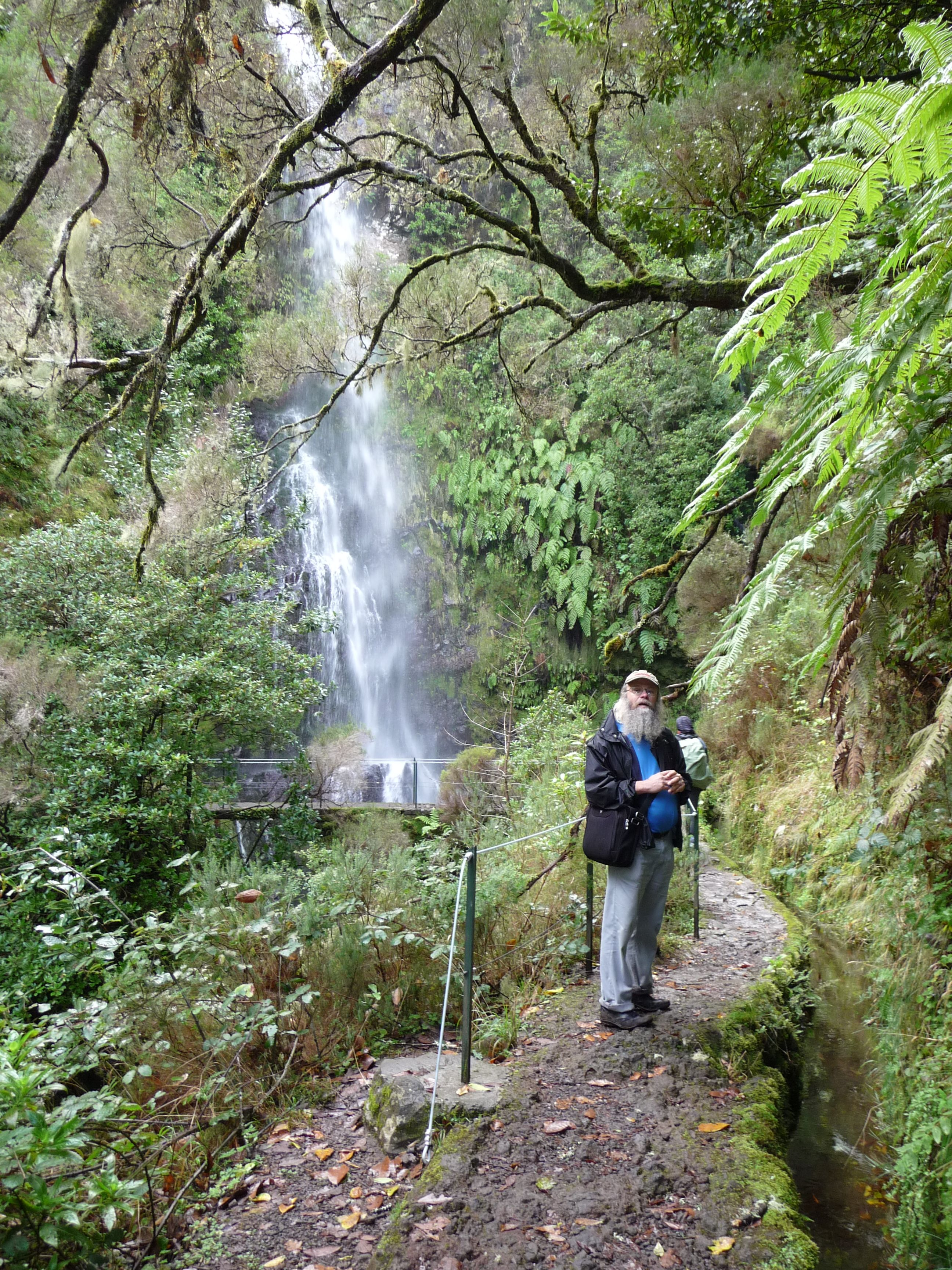
Levada do Caldeirão Verde
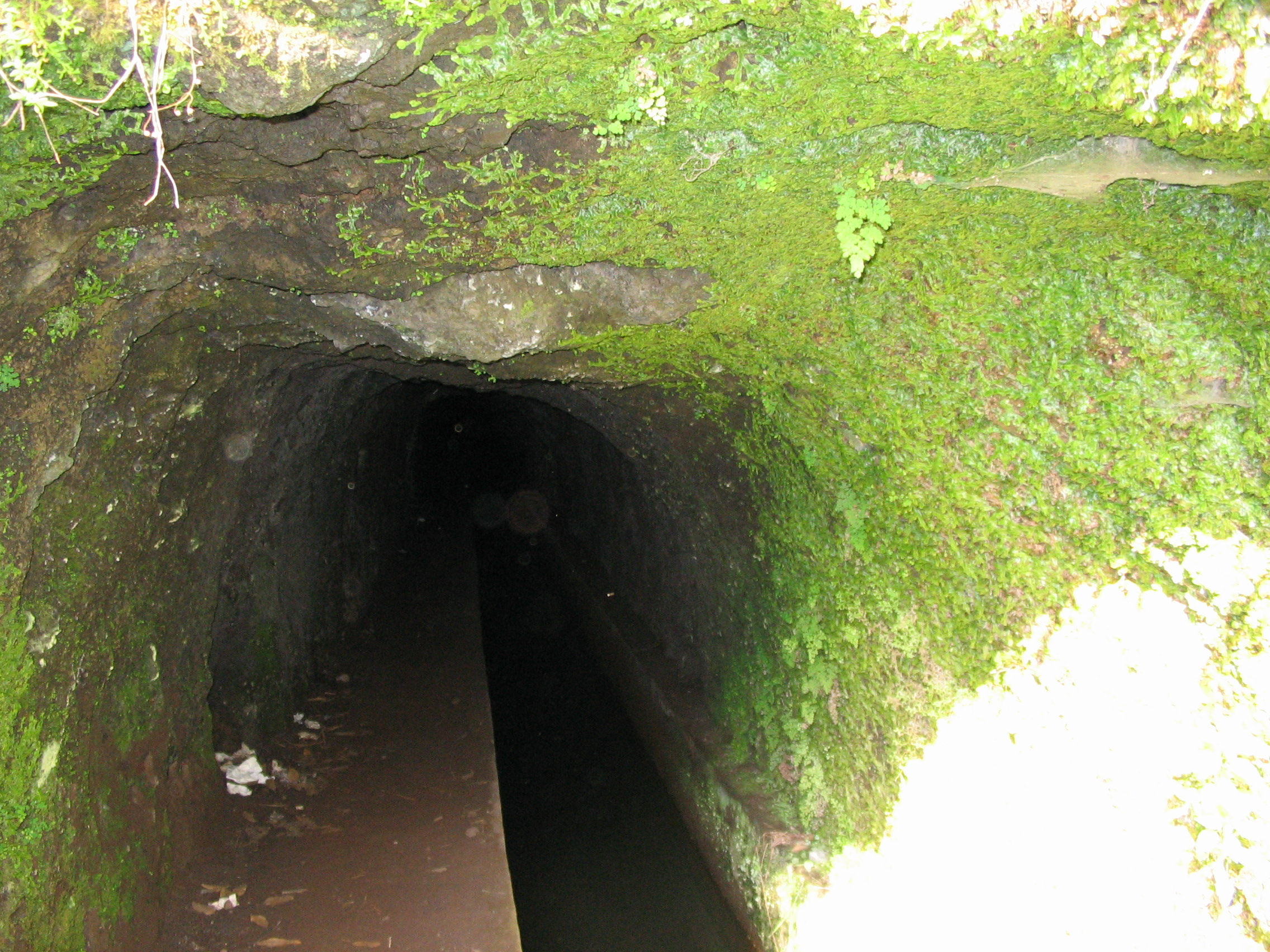
Egy levada több mint 5 km hosszú alagútjának bejárata
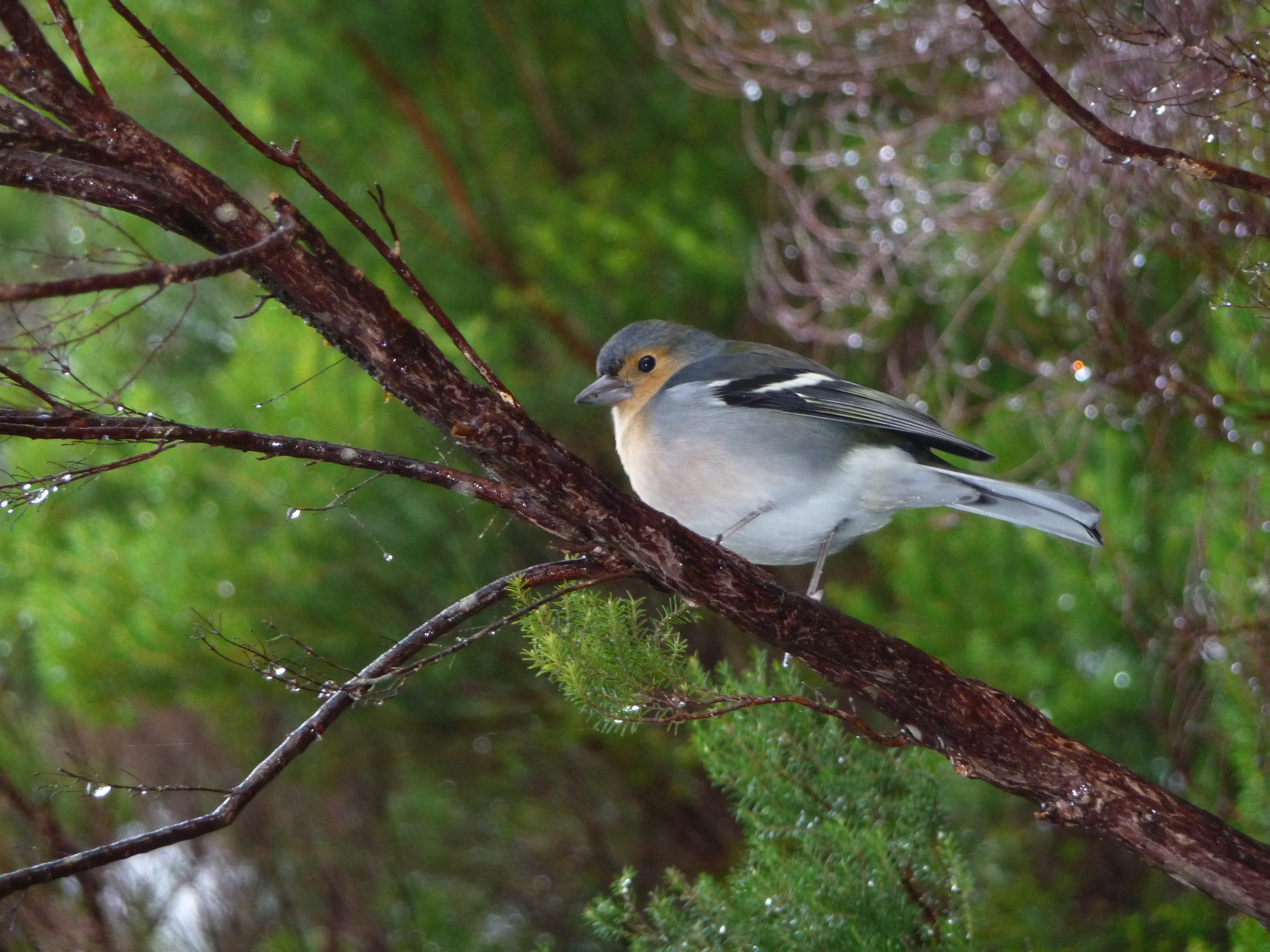
Madeira-pinty hím cserjés hangán (Erica arborea), a Levada do Risco mentén
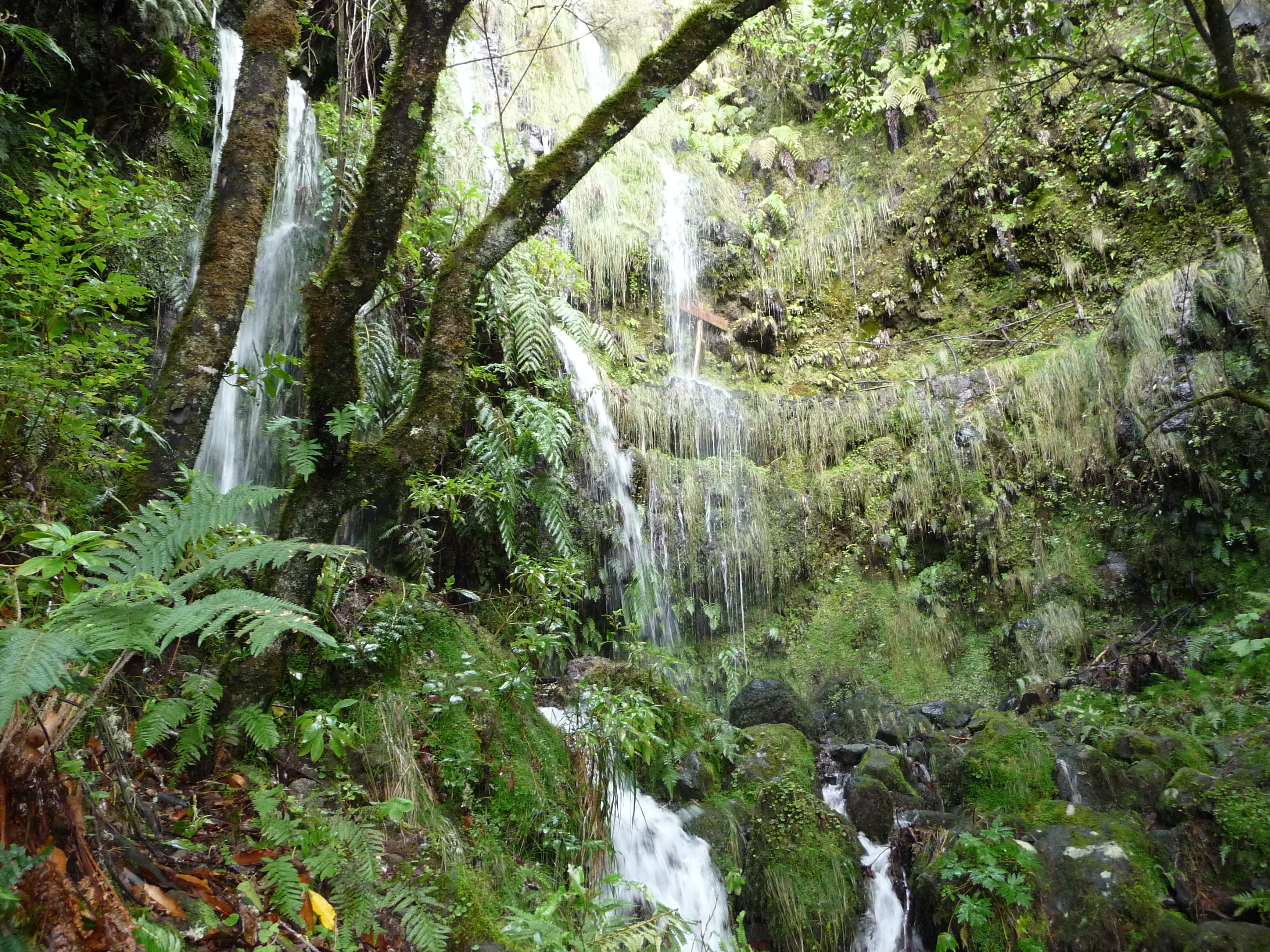
A levada do Caldeirão Verde alulnézetben
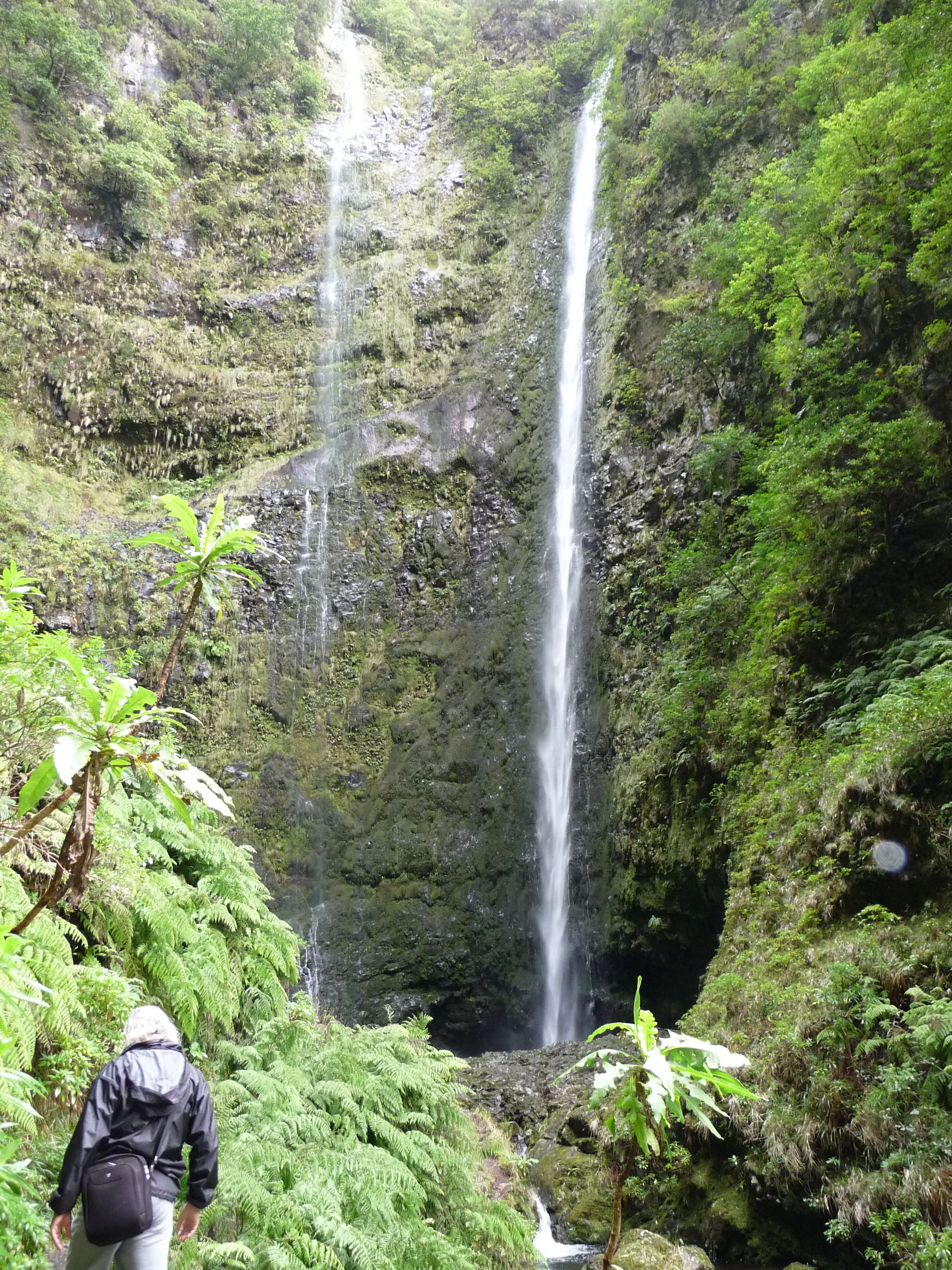
Caldeirão Verde amfiteátruma
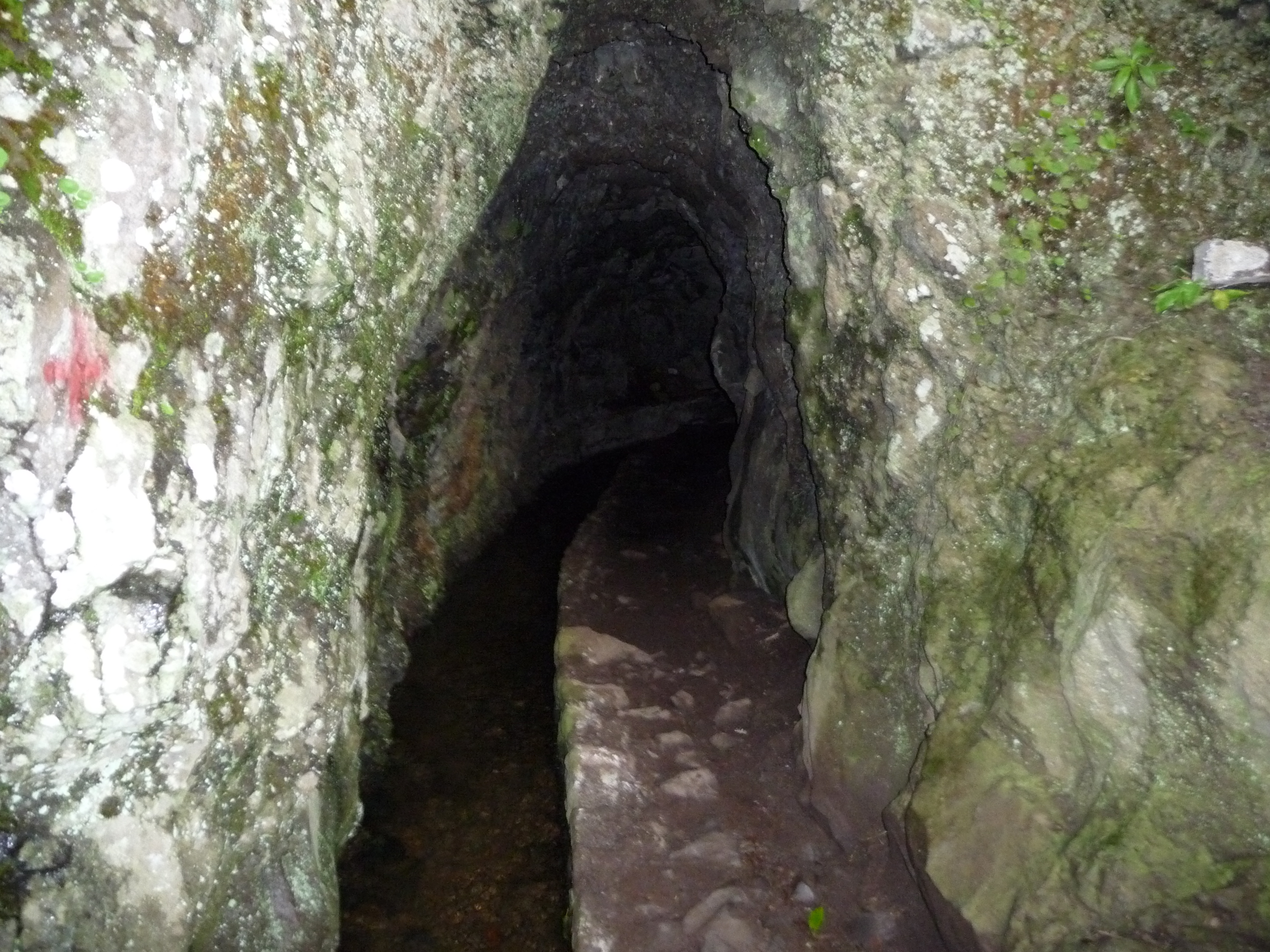
A Levada do Caldeirão Verde alagútja Queimadas és a Caldeirão do Inferno között félúton